# Tangimoana Station
Tangimoana Station ist eine Anlage des Government Communications Security Bureau etwa 30 Kilometer westlich von Palmerston North in Neuseeland. Sie wurde 1982 eröffnet. Laut der Federation of American Scientists ist die Anlage, ebenso wie die Waihopai Station, Teil von ECHELON.
Die Station wurde im Jahr 1996 umstrukturiert. Damals arbeiteten dort etwa 100 Mitarbeiter.